# Cieszyno Drawskie
Cieszyno Drawskie – nieczynny przystanek osobowy w Cieszynie w województwie zachodniopomorskim, w powiecie drawskim, w gminie Złocieniec, na dawnej linii kolejowej nr 410, obecnie nieprzejezdnej, na wielu odcinkach rozebranej i zamkniętej.